# Treasury Building
| Treasury Building från dess norra sida och från dess södra sida. |  | Treasury Building från dess norra sida och från dess södra sida. |
| Treasury Building från dess norra sida och från dess södra sida. |  |                                                                  |

Treasury Building är en byggnad vid 1500 Pennsylvania Avenue i USA:s huvudstad Washington, D.C., belägen omedelbart öster om Vita huset, som är säte för landets finansdepartement.
Byggnaden är uppförd i nyantik och från 1971 upptagen i National Register of Historic Places och utsedd 1972 som en National Historic Landmark. Den förekommer på baksidan av 10 dollarsedlar.

## Bakgrund

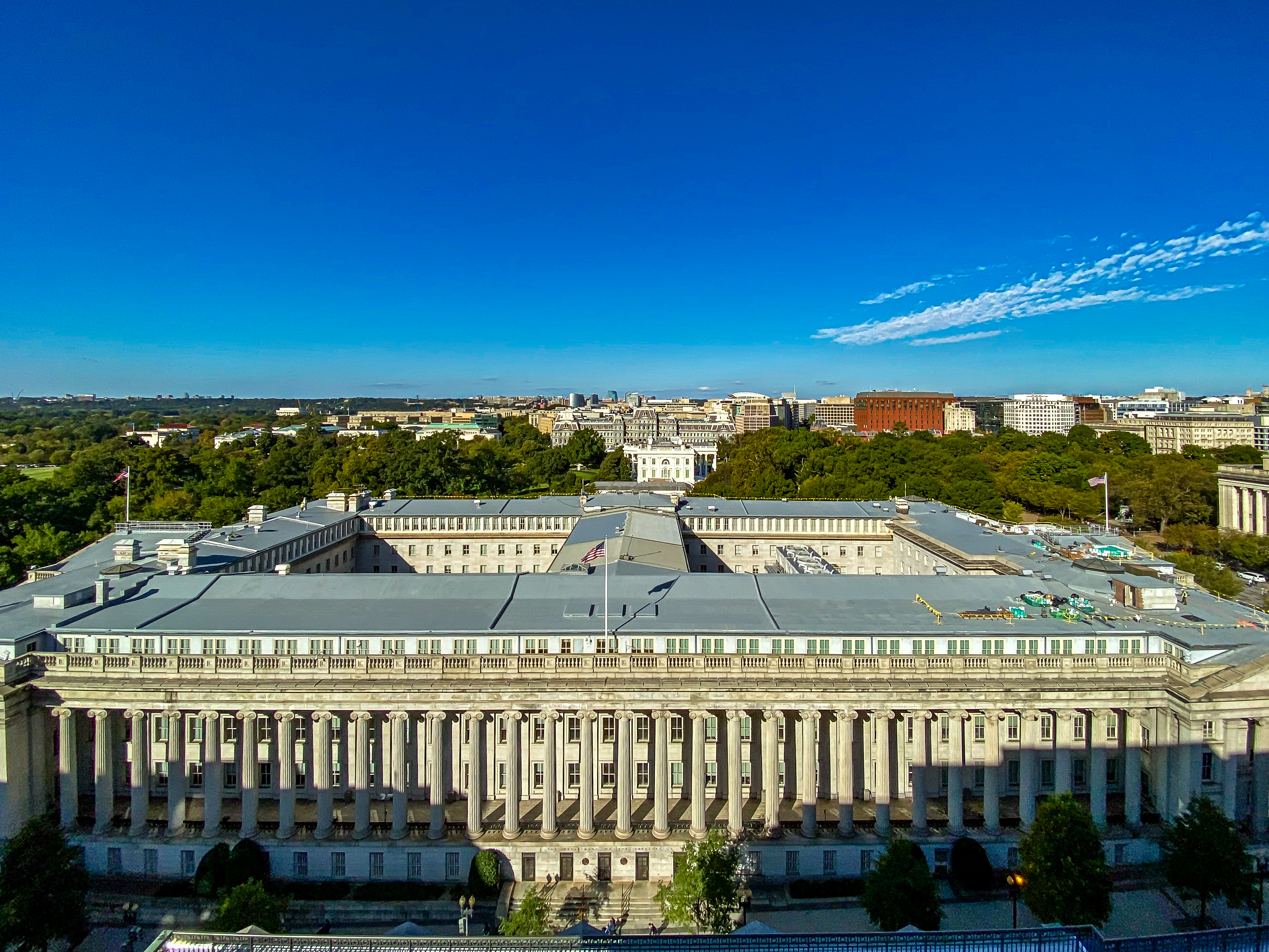
Kolonnaden som vetter mot 15th Street.

År 1800 utfärdade USA:s president John Adams en exekutiv order 15 maj att den federala statsmaktens säte skulle flytta från Philadelphia till den nya huvudstaden vid Potomacfloden och dess verksamhet skulle vara i gång 15 juni samma år. Den enda byggnad som var färdig för inflyttning var en tegelbyggnad med två våningar i Georgiansk arkitektur som blev finansdepartementets säte. Byggnaden skadades i en brand sex månader senare. Den byggdes ut under följande år med hänsyn till brandsäkerhet, något som kom väl till pass 1814 då brittiska armén som en följd av 1812 års krig brände ned hela huvudstaden, men delar av byggnaden klarade sig. Efter en anlagd brand 1833 uppfördes en helt ny byggnad.
Den nuvarande byggnaden består av fyra flyglar, uppförda mellan 1836 och 1869, och som är namngivna efter de olika väderstrecken de pekar mot. När hela byggnaden slutligen togs i bruk var den en av världens då största kontorsbyggnader.
Efter mordet på Abraham Lincoln 1865 hade dennes efterträdare Andrew Johnson sitt kontor i Treasury Building under en övergångsperiod medan den framlidne presidentens familj lämnade Vita huset.
Utanför byggnadens norrsida står en staty av Albert Gallatin (USA:s finansminister 1801–1814) och på den södra sidan står en stay av Alexander Hamilton (USA:s finansminister 1789–1795 samt en av USA:s grundlagsfäder).

## Se även

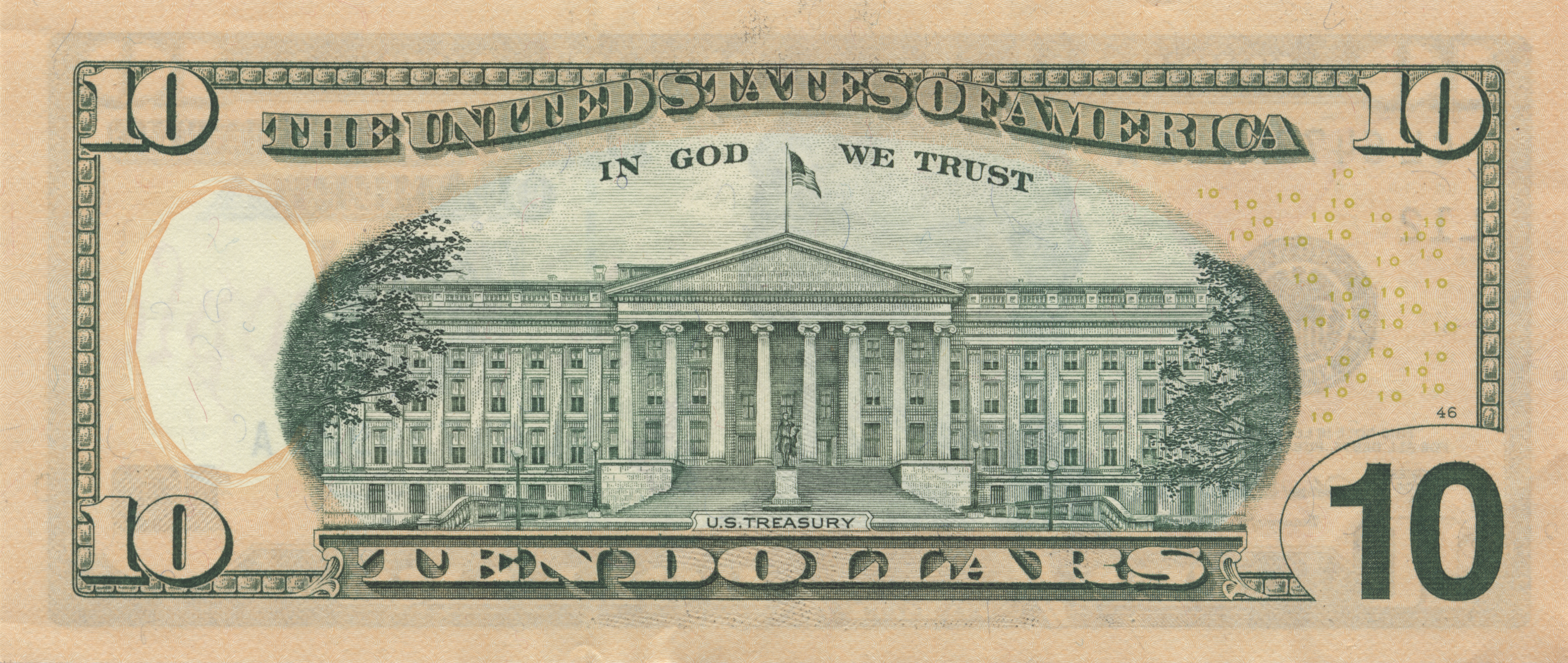
Byggnaden på baksidan av 10-dollarsedeln.